# あゝひめゆりの塔
『あゝひめゆりの塔』（ああひめゆりのとう）1968年9月21日に公開された日本の映画である。監督は舛田利雄。主演は吉永小百合。日活制作。日活青春スター総出演・明治百周年記念芸術祭参加作品である。

## あらすじ
太平洋戦争末期。本土決戦を目前に、日本軍は米軍の進撃を食い止めるために、沖縄に前線基地を置いた。そして、米軍は日に日に日本軍を圧倒し、沖縄は空襲や爆撃を受けて島が燃えてゆく（沖縄戦）。そんな中、沖縄師範学校の生徒たちはいかにして生き残っていくのだろうか。

## キャスト
- 与那嶺和子：吉永小百合
- 西里順一郎：浜田光夫
- 比嘉トミ：和泉雅子
- 照喜名秀雄：二谷英明
- 沢田軍曹：高品格
- 杉山中尉：郷鍈治
- 東風平恵位：小高雄二
- 憲兵：杉江広太郎(杉山弘太郎)
- 泉川：藤竜也
- 軍医：深江章喜
- 太田大尉：和田浩治
- 島袋ツル：太田雅子(梶芽衣子)
- 佐久川ヤス：浜川智子(浜かおる)
- 泊貞子：三条泰子
- 新垣勝江：笹森みち子
- 渡嘉敷光子：伊藤るり子
- 遠山大佐：松本克平
- 渡嘉敷：東美恵子
- 院長：山田禅二
- 松永衛生兵：野呂圭介
- 病院の衛生兵：弘松三郎
- 加納浩司：森塚敏
- 岡本栄一：青木義朗
- 仲宗根久子：後藤ルミ
- 当間陽子：北島マヤ
- 山城由美子：遠山智英子
- 山辺順子：音無美紀子
- 国吉菊枝：柚木れい子(真木洋子)
- 外間珠代：木川能子
- 真栄田昌子：秋とも子
- 生徒：武藤早奈枝、佐藤サト子
- 渡嘉敷友美：舛田紀子
- 与那嶺武：小池修一
- 奥間宗専：鴨田喜由
- 中田文彦：小泉郁之助
- 宮平隆国：小柴隆(小柴尋詩)
- 糸洲武市：八代康二(八代康次)
- 平良川四郎：久遠利三
- 具志堅：市村博
- 田原：長浜鉄平
- 生徒：亀山靖博
- 卒業式出席者：二木草之助
- 児童の父兄：河上喜史朗、宮原徳平
- 奥村幸士
- 病院の負傷兵：榎木兵衛
- 病院にいる負傷した上官：木島一郎
- 病院の衛生兵：英原穣二
- 兵士：紀原土耕、柳瀬志郎
- 児童の父兄：堺美紀子、若原初子、重盛輝江(重盛てる江)
- 防空壕内の女：三船好重
- 婦長：鈴村益代
- 新屋民子：高樹蓉子
- 安里幸子：寺島君枝
- 生徒：瞳美沙
- 坂巻祥子
- 教師：横田楊子
- 式田賢一
- 港の兵士：矢藤昌宏
- 病院の負傷兵：溝口拳
- 露木譲
- 病院の負傷兵：園田健夫
- 浜口竜哉
- 兵士：荒井岩衛
- 今村弘
- 兵士：瀬山孝司
- オサム：前田武彦(大前田武)
- 小林利造
- 倉沢瑛子
- 堀口由美
- 生徒：牧まさみ、田中まり(田中真理)
- 佐藤洋子
- 与那嶺ハツ：乙羽信子
- 仲地：東野英治郎
- 野口貞信：中村翫右衛門
- 現代のダンスホールの青年：渡哲也(特別出演)
- ナレーター：内藤武敏

## スタッフ
- 監督 - 舛田利雄
- 原作 - 石野径一郎『ひめゆりの塔』
- 脚本 - 若井基成、石森史郎
- 企画 - 高木雅行、八木保太郎
- 撮影 - 横山実
- 照明 - 藤林甲
- 美術 - 木村威夫
- 録音 - 沼倉範夫
- 編集 - 井上親彌
- 音楽 - 真鍋理一郎
- 助監督 - 遠藤三郎、村川透